# Sonate K. 391
La sonate K. 391 (F.337/L.79) en sol majeur est une œuvre pour clavier du compositeur italien Domenico Scarlatti.

## Présentation
La sonate K. 391 en sol majeur est notée Allegro sur le manuscrit de Venise et avec la précision Minuet à Parme. Elle forme une paire avec la sonate précédente de même tonalité. L'organisation de ces deux mouvements rapides est semblable au couple précédent qui ouvre le manuscrit IX de Venise et le suivant, également terminé par un menuet, « de saveur française », précise Carlo Grante. Lorsque la main gauche est au repos plusieurs mesures de suite, Scarlatti indique tacet.

## Manuscrits
Le manuscrit principal est le numéro 4 du volume IX (Ms. 9780) de Venise (1754), copié pour Maria Barbara ; les autres sont Parme XI 2 (Ms. A. G. 31416) et Münster III 40 (Sant Hs 3966).

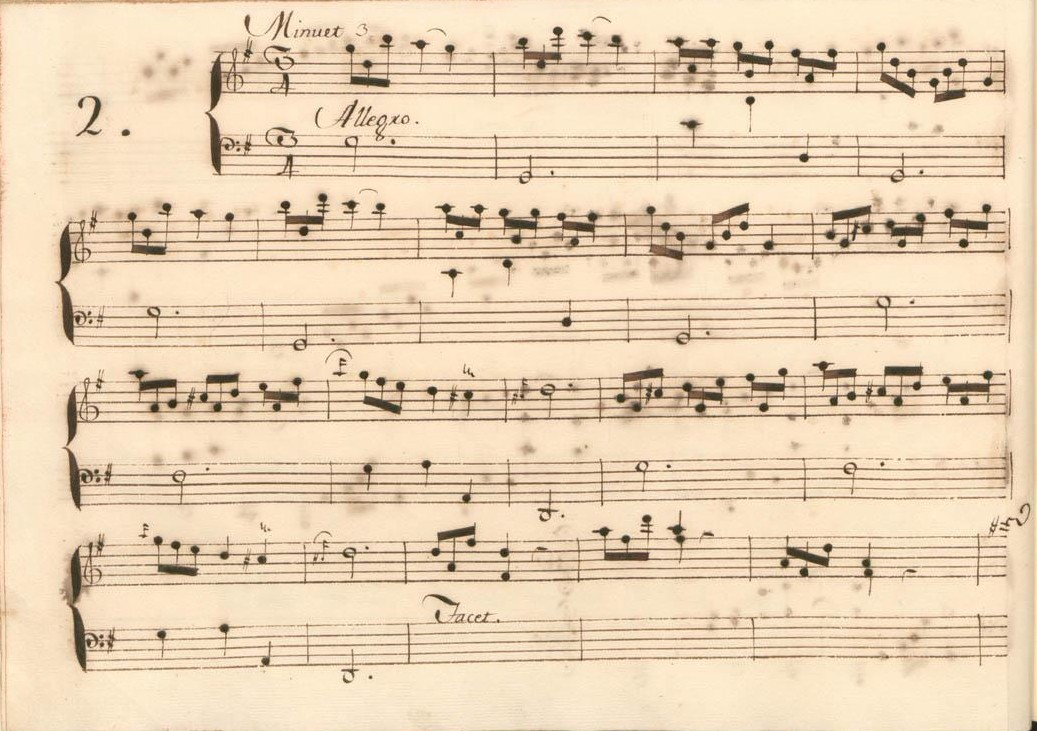
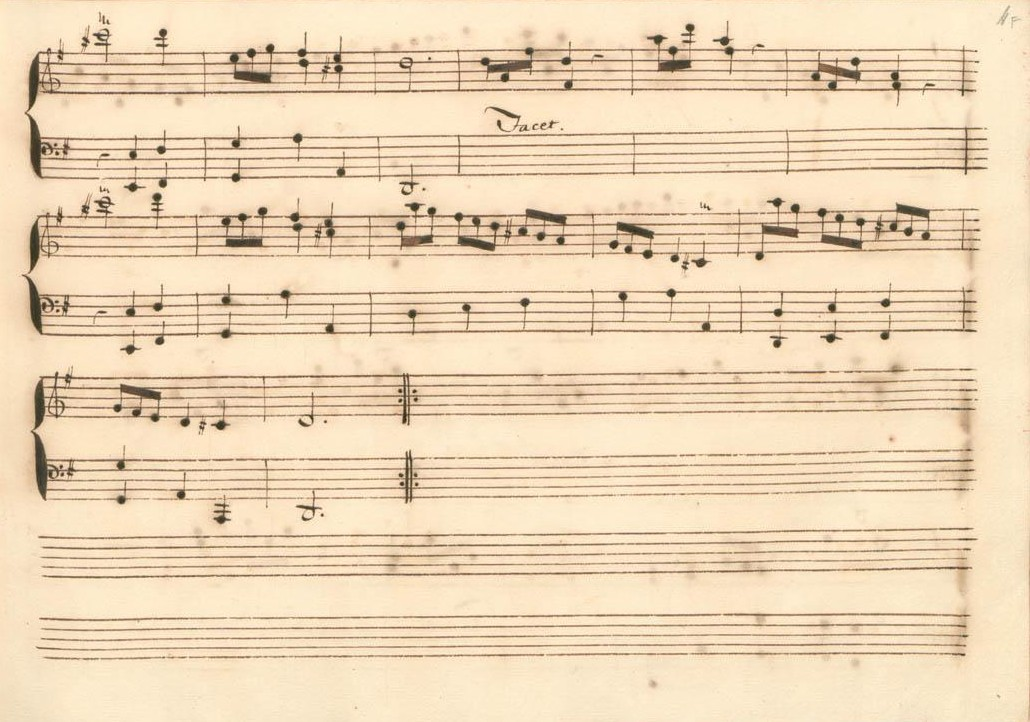

## Interprètes
La sonate K. 391 est défendue au piano notamment par Carlo Grante (2013, Music & Arts, vol. 4) et Goran Filipec (2017, Naxos, vol. 17) ; au clavecin par Scott Ross (1985, Erato), Richard Lester, clavecin et piano-forte (2003, Nimbus, vol. 4) et Pieter-Jan Belder (Brilliant Classics, vol. 9). Aline Zylberajch (2003, Ambronay) la joue au piano-forte. La sonate est souvent interprétée à la guitare, notamment par Andrés Segovia (1960, MCA), Angel Romero (1968, Decca), Stephan Schmidt (1995, Valois), Pascal Boëls (2001, Calliope), Fábio Zanon (2006, Musical Heritage), Lucio Dosso (2013, Bongiovanni) et par le duo Jan Sommer et Per Dybro Sørensen (2002, Scandinavian/Tim). Andrea Marcon (1996, Divox) et Maria Cecilia Farina (Stradivarius) l'interprètent à l'orgue.

## Sources
: document utilisé comme source pour la rédaction de cet article.
- Ralph Kirkpatrick (trad. de l'anglais par Dennis Collins), Domenico Scarlatti, Paris, Lattès, coll. « Musique et Musiciens », 1982 (1re éd. 1953 (en)), 493 p. (ISBN 978-2-7096-0118-4, OCLC 954954205, BNF 34689181).
- Alain de Chambure, « Domenico Scarlatti : Intégrale des sonates — Scott Ross », Erato (2564-62092-2), 1985 (OCLC 891183737) .
- (en) Carlo Grante, « Domenico Scarlatti, intégrale des sonates pour clavier (vol. 4) », Music & Arts (CD-1293), 2016 (OCLC 1020680576) .